# Vega de Alatorre
La municipalité de Vega de Alatorre est l'une des 212 municipalités de l'État de Veracruz, et est située dans la partie centrale de cet État. Située sur la côte du golfe du Mexique, elle comprend les embouchures de plusieurs fleuves côtiers. Son chef-lieu est la ville éponyme de Vega de Alatorre. Elle dépend de la région administrative de Nautla, du nom du fleuve Río Nautla qui la traverse, et est une des 10 subdivisions administratives de l'État de Veracruz.

## Géographie
La municipalité de Vega de Alatorre s'étend du nord-ouest au sud-est le long du golfe du Mexique. Elle est traversée par plusieurs fleuves côtiers, et comprend leurs embouchures. Le Río Santa Ana forme tout d'abord sa limite sud. Viennent ensuite, depuis la sud vers le nord, le Río Juchique, qui forme brièvement sa limite occidentale, le Río Colipa, qui forme également une part de sa limite occidentale plus au nord, et le Río Misantla, formant également limite. Entre le Río Colipa et le Río Misantla, se trouve la Laguna Grande. Assise sur les piémonts de la Sierra de Chiconquiaco, l'altitude de la municipalité oscille entre 5 et 900 mètres. Son chef-lieu, la ville éponyme de Vega de Alatorre, se trouve dans la partie centrale de son territoire, sur la rive nord du Río Colipa. Ce territoire couvre une superficie de 340,2 km2, et était peuplé en 2020 de 20 204 habitants, pour une densité de 59,4 habitants par km2.
Cette municipalité a des limites administratives avec les municipalités et/ou entités géographiques suivantes,

## Composition et démographie
La municipalité était composée en 2020 de 154 localités, dont 2 étaient considérées comme urbaines, les autres étant rurales.
| Localité                    | Population |
| --------------------------- | ---------- |
| Vega de Alatorre            | 7578       |
| Emilio Carranza             | 5926       |
| Las Higueras                | 1265       |
| El Tacahuite                | 712        |
| Loma Bonita (Úrsulo Galván) | 507        |
| Reste des localités         | 4216       |
| Total population            | 20 204     |

En plus de l'espagnol, plusieurs langues amérindiennes sont parlées dans la municipalité, dont les principales sont par ordre d'importance : le nahuatl, le totonaque, et le maya.

## Climat
Son climat est humide tropical, avec une température moyenne annuelle de 24°C; la précipitation moyenne annuelle est de 1 369 mm[réf. nécessaire].

## Histoire
Au XVIe siècle, une ancienne ville située dans la localité de Las Higueras se déplaça vers la plaine d'El Cazadero, sur les berges du Río Colipa. La ville naissante prît le nom de Vega del Cazadero. Jusqu'en 1868, date de la création de la municipalité de Vega de Alatorre, elle dépendait de celle de Colipa, située en amont. Son chef-lieu se nomme aujourd'hui de Vega de Alatorre.

## Économie

### Agriculture et élevage
La superficie des parcelles semées représentait en 2021 une surface totale de 1936 hectares, parmi lesquels 393,5 hectares étaient voués à la culture du maïs, 392 hectares étaient voués à la culture de la banane, et 289 hectares étaient voués à celle du caféier.
En 2021, la production de viande par tonnes comprenait 1191,7 tonnes de viande bovine, 327,1 tonnes de viande porcine, 20,5 tonnes de viande ovine, 0,4 tonne de viande caprine, 109,6 tonnes de volailles, et 8,9 tonnes de dinde. La superficie vouée à l'élevage représentait alors 21 852 hectares.

## Culture et patrimoine
Le chef-lieu de la municipalité, éponyme, célèbre sa traditionnelle foire du 24 au 26 juillet, en honneur à Sainte Anne, dans le parc principal du village. Durant la première quinzaine de mai, dans la localité d'Emilio Carranza, se célèbre l'Expo-Foire régionale[réf. nécessaire].

## Jumelages
La municipalité est jumelée avec Yepas, Castille-la-Manche, Espagne (2018)[réf. nécessaire].